# Kōki,
Kōki,(고키,, 2003년 2월 5일~)는 일본의 모델, 배우, 작곡가이다. 가수 겸 배우 기무라 타쿠야의 차녀이다.

## 출연 작품
- 옥스-헤드 빌리지 (2022) - 시온 / 카논 역